# ویلیام کووهون
ویلیام کووهون (انگلیسی: William B. Kouwenhoven; ۳ ژانویهٔ ۱۸۸۶ – ۱۰ نوامبر ۱۹۷۵) مهندس برق اهل ایالات متحده آمریکا بود. وی همچنین برندهٔ جوایزی همچون مدال ادیسون انجمن مهندسان برق و الکترونیک شده است.